# Jan Thiel
Jan Thiel   (Amsterdam, 23 de juny de 1940) és un enginyer i preparador de motocicletes neerlandès de renom internacional dins el món de la competició. Jubilat des del 2008, al llarg de la seva etapa d'activitat fou el principal responsable tècnic dels èxits esportius en el Campionat del Món de motociclisme de marques tan diverses com ara Jamathi, Piovaticci, Bultaco, Minarelli, Garelli i Aprilia.
Els seus dissenys s'han caracteritzat sempre pel seu caràcter innovador, rapidesa i fiabilitat, tant pel que fa als motors com als xassissos. Thiel fou un dels primers a experimentar amb un xassís d'una sola peça, anomenat monocasc.

## Trajectòria professional
Juntament amb Martin Mijwaart, a començaments de la dècada de 1960 fundà la marca de motocicletes neerlandesa Jamathi, una de les protagonistes durant anys del mundial de 50cc en mans de pilots com ara Paul Lodewijkx i Aalt Toersen, amb diverses victòries en Grans Premis i subcampionats mundials d'ençà de 1968. Thiel esdevingué aviat un dels constructors més cobejats per a les categories de cilindrades menors. A causa de la manca de finançament per a continuar el projecte Jamathi, Thiel i Mijwaart se n'anaren a Itàlia el 1975, contractats pel milionari Edigio Piovaticci amb l'encàrrec de construir una motocicleta de 50 cc per al seu pilot Eugenio Lazzarini. El tàndem quedà subcampió del món però no va poder continuar per fallida de l'empresa.
Tot seguit, Thiel i Mijwaart passaren a Bultaco, on continuaren el desenvolupament de la motocicleta de 50 cc i en crearen una de 125 i una de 250 cc. Les motos, anomenades Bultaco TSS Mk2, dominaren els mundials de 50 i 125cc en mans d'Ángel Nieto i Ricardo Tormo d'ençà de 1976, fins que la fallida de Bultaco va fer aturar el projecte.
El 1980, Jan Thiel passà a Minarelli, on creà les motocicletes campiones del món de 125cc pilotades per Ángel Nieto. Sempre seguint les petjades del seu amic Nieto, el 1984 entrà a Garelli com a dissenyador en cap, col·laborant en els nombrosos èxits de Nieto amb les seves motos. Més tard continuà la seva reeixida feina a Aprilia.
Amb més de 42 anys dins el món de la competició, Jan Thiel era encara un fabricant molt respectat. Al novembre de 2004 es va anunciar que Derbi l'havia contractat com a cap del departament de curses, tenint-hi per pilot a Pablo Nieto, fill del seu amic Ángel.
El març del 2008 es va retirar oficialment durant una recepció al club Jamathi. Després s'instal·là amb la seva esposa a Tailàndia per tal de gaudir de la seva jubilació.

## Palmarès

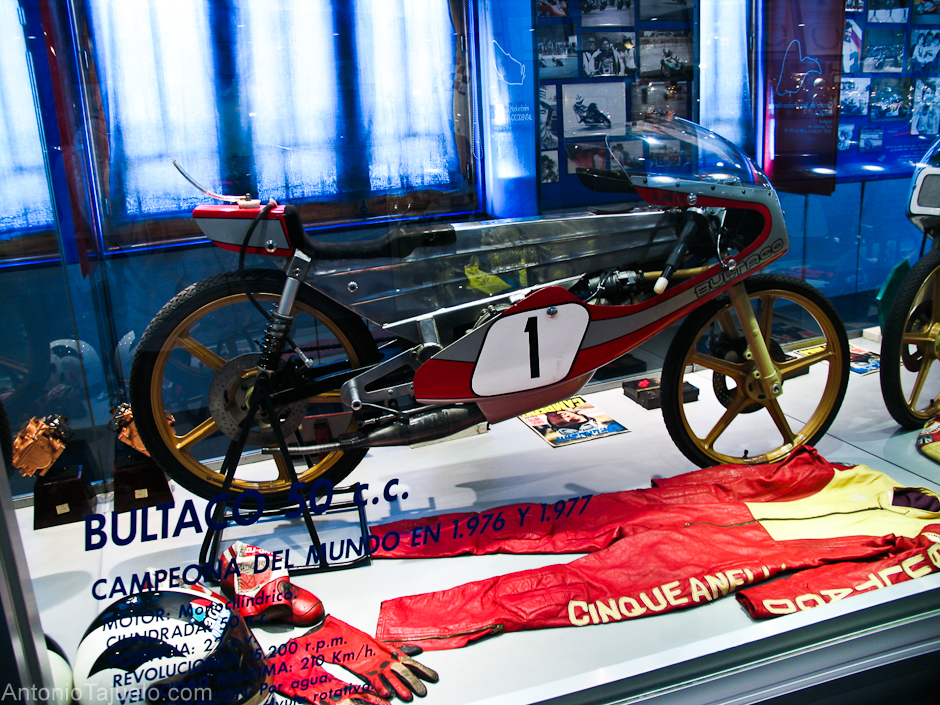
La Bultaco TSS Mk2 50 campiona del món el 1976 i 1977

En total, les creacions de Jan Thiel han guanyat 51 títols mundials (25 de pilots i 26 de constructors) en prop de 300 Grans Premis. Entre molts altres, aquests triomfs inclouen 26 victòries en Gran Premi i dos títols mundials de Valentino Rossi i diverses de Loris Capirossi.
Les fites de la seva carrera
- 1962 - Comença la col·laboració amb Martin Mijwaart
- 1965 - Creació de Jamathi
- 1968 - La Jamathi 50, pilotada per Paul Lodewijkx, guanya el Gran Premi dels Països Baixos
- 1975 - Thiel i Mijwaart passen a Piovaticci
- 1976 - Thiel i Mijwaart passen a Bultaco (4 Campionats del Món de 50cc)
- 1980 - Passa a Minarelli (2 Campionats del Món de 125cc)
- 1984 - Passa a Garelli (8 Campionats del Món de 125cc)
- 1995 - Després d'una curta estada a Agati i a Rumi, passa a Aprilia (4 Campionats del Món de 125cc i 6 de 250cc)
- 2004 - Passa a Derbi